# پارک ملی اورنج کابو
پارک ملی اورنج کابو (به پرتغالی: Parque Nacional do Cabo Orange) یک پارک ملی در برزیل است که در آماپا واقع شده‌است.